# Juxtasilus capensis
Juxtasilus capensis är en tvåvingeart som först beskrevs av Jason Gilbert Hayden Londt 1979.  Juxtasilus capensis ingår i släktet Juxtasilus och familjen rovflugor. Inga underarter finns listade i Catalogue of Life.